# گریه نکن خواهر
«گریه نکن خواهر» (به انگلیسی: Don't Cry Sister) ترانه‌ای است از جِی جِی کیل، خواننده/ترانه‌سرای آمریکایی که اولین‌بار در آلبوم ۵ (۱۹۷۹) منتشر شد. نسخهٔ اصلی ترانه دو دقیقه و پانزده ثانیه زمان دارد و در دو مینور نوشته شده‌است.
از سال ۱۹۸۴ تا ۲۰۰۴، این آهنگ در آلبوم‌های گردآوری‌شدهٔ نسخهٔ ویژه (۱۹۸۴)، بهترین‌های جی.جی. کیل (۱۹۹۳)، به‌هرحال باد می‌وزد: منتخب آثار (۱۹۹۷)، مجموعهٔ نهایی (۱۹۹۸)، جی. جی. کیل کلاسیک: مجموعهٔ اصلی یونیورسال (۱۹۹۹)، اساتید قرن بیستم - مجموعهٔ هزاره: بهترین‌های جی.جی. کیل (۲۰۰۲)، خوانندگان و ترانه‌سراها: اصیل و ساده (۲۰۰۳) و مجموعهٔ نهایی (۲۰۰۴) بازنشر شده‌است.
در سال ۲۰۰۶، کیل با همراهی اریک کلَپتون نسخهٔ جدیدی از ترانه را برای آلبوم مشترکشان به‌نام جاده‌ای به اسکاندیدو ضبط کردند که به یک اثر پُرفروش پلاتینیوم تبدیل شد. در حالی که منابعی همچون پِیست و مجلهٔ گلاید نسخهٔ جدید را ستودند، وب‌سایت تویستد ئیِر آن را «وحشتناک» توصیف کرد. پاپ‌مترز این نسخه را یادآور کاور سال ۱۹۷۴ کلپتون از «من به کلانتر شلیک کردم» باب مارلی دانسته‌است. اجرای زندهٔ نسخهٔ دونفره در سال ۲۰۱۶ در آلبوم زنده در سَن‌دیگو منتشر شد.